# Vera Bischitzky
Vera Bischitzky (auch: Vera Stutz-Bischitzky, Pseudonym Anna Stern; * 2. April 1950 in Ost-Berlin) ist eine deutsche Übersetzerin.

## Leben
Vera Bischitzky wurde in Ost-Berlin als Tochter der Ärztin Erika Bischitzky und des Rundfunkjournalisten Ottokar Bischitzky geboren. Ihre Eltern brachten ihr die russische Literatur nahe. Sie studierte von 1968 bis 1972 an der Berliner Humboldt-Universität Russistik und Anglistik mit dem Abschluss Diplom. Von 1973 bis 1980 arbeitete sie als angestellte Lektorin in einem Verlag, seit 1981 ist sie als freie Übersetzerin, Lektorin und Publizistin tätig. Sie hat zwei Kinder. 1986 verließ sie mit ihrer Familie nach Aberkennung der Staatsbürgerschaft die DDR und übersiedelte nach West-Berlin. 
Bischitzky übersetzt und editiert Belletristik (vor allem Klassik) aus dem Russischen ins Deutsche und publiziert zu kulturhistorischen Themen. Bekannt wurde sie durch ihre Neuübersetzungen von Gončarovs Oblomow und Gogols Tote Seelen.
In den 1990er Jahren war sie für Steven Spielbergs Survivors of the Shoah Visual History Foundation und für das Moses Mendelssohn Zentrum für europäisch-jüdische Studien, Universität Potsdam, sowie das Fortunoff Video Archive for Holocaust Testimonies, Yale University, New Haven als Interviewerin tätig. 
Bischitzky ist Mitglied im Verband deutschsprachiger Übersetzer literarischer und wissenschaftlicher Werke, VdÜ. Seit 2016 ist sie Mitglied der Jury des Read-Russia-Prize, Moskau. Von 2016 bis 2018 war sie Mitglied der Jury des Helmut-M.-Braem-Preises.

## Auszeichnungen und Ehrungen
- 2010: Helmut-M.-Braem-Preis für die Übersetzung von Gogols Roman Tote Seelen
- 2014 in Simbirsk-Uljanowsk: Internationaler Gončarov-Preis für Literatur in der Kategorie „Erbe I. A. Gončarovs: Forschungen und Verbreitung der Gedankenwelt Gončarovs“[1]
- 2021: Zuger Übersetzer-Stipendium für die geplante Übersetzung von Gončarovs Roman Das Steilufer[2]

## Herausgeberschaft
- Evsej L. Cejtlin: Lange Gespräche in Erwartung eines glücklichen Todes. Berlin 2000
- Dina I. Rubina: Hier kommt der Messias. Berlin 2001
- Semen M. Dubnov: Semen Dubnov an Roza Gincberg. Briefe und Postkarten aus Riga 1937–1941. Zürich 2010
- Semen M. Dubnov: Geschichte eines jüdischen Soldaten. Göttingen 2012
- Ivan A. Gončarov: Oblomow. München 2012
- Ivan A. Gončarov: Herrlichste, beste, erste aller Frauen. Berlin 2013 (auch als Übersetzerin)
- Ivan A. Gončarov: Briefe an Anatolij F. Koni und andere Materialien. Köln 2016 (auch als Übersetzerin)
- Ivan S. Turgenev: Aufzeichnungen eines Jägers, München 2018.
- Ivan A. Gončarov: Eine gewöhnliche Geschichte. München 2021 (auch als Übersetzerin)

## Übersetzungen
- Anton P. Čechov: Gesammelte Erzählungen, Düsseldorf 2003 f. sowie München 2009

1. In der Sommerfrische, 2003, 2009 (übersetzt zusammen mit Kay Borowsky, Barbara Conrad u. a.)
2. Die Fürstin, 2003, 2009 (übersetzt zusammen mit Kay Borowsky, Barbara Conrad u. a.)
3. Ariadne, 2004, 2009 (übersetzt zusammen mit Kay Borowsky, Barbara Conrad u. a.)
4. Die Dame mit dem Hündchen, 2004, 2009 (übersetzt zusammen mit Barbara Conrad, Ulrike Lange u. a.)

- Anton P. Čechov: Der Kirschgarten, in: Der Kirschgarten – Dramen. Düsseldorf 2006, sowie München 2009
- Anton P. Čechov: Onkel Wanja, in: Der Kirschgarten – Dramen. Düsseldorf 2006, sowie München 2009
- Evsej L. Cejtlin: Lange Gespräche in Erwartung eines glücklichen Todes, Berlin 2000 (übersetzt unter dem Namen Vera Stutz-Bischitzky)
- Semen M. Dubnov: Buch des Lebens, Göttingen
  - 1. 1860–1903, 2004
  - 3. 1922–1933, 2005
- Semen M. Dubnov: Geschichte eines jüdischen Soldaten, Göttingen 2012
- Orlando Figes: Die Tragödie eines Volkes, Berlin 1998 (übersetzt unter dem Namen Vera Stutz-Bischitzky, zusammen mit Barbara Conrad und Brigitte Flickinger)
- Nikolaj V. Gogol': Tote Seelen, Düsseldorf 2009
- Ivan A. Gončarov: Oblomow, München 2012
- Ivan A. Gončarov: Der Weihnachtsbaum. Frankfurter Allgemeine Zeitung, 30. November 2013, Seiten L1 und L2
- Ivan A. Gončarov: Herrlichste, beste, erste aller Frauen. Berlin 2013
- Ivan A. Gončarov: Briefe an Anatolij F. Koni und andere Materialien. Köln 2016
- Ivan A. Gončarov: Eine gewöhnliche Geschichte. München 2021
- Seppo Kanterwo: Oblomow (Jetzt oder nie). Tragikomödie nach Iwan Gontscharow, Landestheater Tübingen 2014
- Swetlana Alexijewitsch, Peter Jahn, Deutsch-Russisches Museum Berlin-Karlshorst (Hrsg.): Mascha + Nina + Katjuscha: Frauen in der Roten Armee 1941 - 1945. Links, Berlin 2002, ISBN 3-86153-281-6 und ISBN 3-86153-282-4
- Dina I. Rubina: Hier kommt der Messias, Volk und Welt, Berlin 2001, ISBN 3-353-01163-3.
- Serge Schmemann: Ein Dorf in Rußland. (Originaltitel: Echoes of a Native Land) Berlin-Verlag, Berlin 1999, ISBN 3-8270-0193-5 (Aus dem Englischen übersetzt unter dem Namen Anna Stern)
- Andrej A. Tarkovskij: Martyrolog, Tagebücher 1970 - 1986. Limes, Berlin 1989, ISBN 3-8090-2266-7 (übersetzt unter dem Namen Vera Stutz-Bischitzky, zusammen mit Marlene Milack-Verheyden).
- Véronique Garros: Das wahre Leben. Tagebücher aus der Stalin-Zeit Rowohlt, Berlin 1998, ISBN 3-87134-271-8 (übersetzt unter dem Namen Vera Stutz-Bischitzky, zusammen mit Barbara Conrad)
- Ivan S. Turgenev: Aufzeichnungen eines Jägers, München 2018.
- Ivan S. Turgenev: Erste Liebe, München 2018.